# Biagio Nazzaro
Biagio Nazzaro (ur. 3 lipca 1890 roku w Turynie, zm. 15 lipca 1922 roku w Strasburgu) – włoski kierowca wyścigowy i motocyklowy.

## Kariera
Nazzaro rozpoczął karierę wyścigową w 1921 roku, w którym został motocyklowym Mistrzem Włoch. W tymże sezonie wygrał wyścig motocyklowy na drogach publicznych między Mediolanem a Neapolem ze średnią prędkością 48,6 km/h. W 1922 roku Włch poświęcił się głównie startom w wyścigach samochodowych, także zaliczanych do cyklu Grand Prix. Rozpoczął sezon od startu w Targa Florio, w którym jednak wypadł z zakrętu na drugim okrążeniu. Następnie Nazzaro przystąpił do rywalizacji w Grand Prix Francji, rozgrywanym na ulicach Strasburga. Po pięciu godzinach jazdy w samochodzie Włocha doszło do awarii, w wyniku których przy pełnej prędkości urwało się koło. Samochód opuścił drogę i uderzył w drzewo. Nazzaro zginął na miejscu.